# Restaurationisme
Het restaurationisme is geen afzonderlijke religieuze beweging, maar een opeenvolging van gelijk gemotiveerde christelijke stromingen die opkwamen in het Verenigd Koninkrijk, het oosten van de Verenigde Staten en Canada aan het begin van de 19e eeuw, volgend op de Second Great Awakening in Noord-Amerika. Deze bewegingen poogden de scheidslijnen tussen de kerkgenootschappen te doorbreken en het vroege christendom te herstellen in zijn originele vorm, zoals zij dachten dat het geweest moest zijn.

## Ontstaan
In de aanloop naar de 19e eeuw werd het op individuele basis bestuderen van de Bijbel in de Verenigde Staten almaar populairder. Een zeker deel van de nieuwsgierigen naar de Bijbel stond onverschillig tegenover de Kerk en het kerkelijke leven. De Second Great Awakening was een reeks opwekkingen in vooral de zogenaamde "frontlijnstaten" die werd gevoed door dit religieuze sentiment van intense interesse in de Bijbel in combinatie met een gebrek aan interesse of met een ontevredenheid ten aanzien van de Kerk. Naarmate deze opwekkingen zich verspreidden bracht dit bekeerlingen aan bij grote protestantse groepen, zoals de baptisten, de methodisten en de presbyterianen. Dankzij het feit dat de opwekkingsbeweging zich vrijelijk over de grenzen van de desbetreffende kerkgenootschappen heen bewoog, begonnen de historische scheidslijnen tussen die kerkgenootschappen te vervagen.
In de restauratie-bewegingen werd men steeds minder tevreden over het feit dat er slechts samenwerking was tussen de kerkgenootschappen. De leiders van de bewegingen waren van mening dat de opwekkingen niet slechts bedoeld waren om de oude instituties te laten groeien en de oude scheidslijnen onaangetast te laten. Het restaurationisme wilde de gehele christelijke kerk vernieuwen op de manier zoals dat in het Nieuwe Testament stond beschreven, zonder acht te slaan op de in de tijd ontstane geloven zoals katholicisme en protestantisme, die volgens hen het christendom verdeeld hielden.

## Restaurationisten
Het restaurationisme vestigt zelf de aandacht op de reden waarom een restauratie van het christendom nodig is. Die reden wordt wel de Grote Afvalligheid genoemd. Met de Grote Afvalligheid beschrijft men een algemeen vervallen toestand van het traditionele christendom, dat geen legitieme erfgenaam zou zijn van de kerk zoals Jezus zou hebben gesticht. Als er geen sprake was van grootschalige afvalligheid, dan zou er geen reden zijn voor een restauratie. Samengevat zijn restaurationisten overtuigd dat er een afvalligheid heeft plaatsgevonden, een algeheel verlaten van het werkelijke christendom die zo wijdverbreid en rampzalig is, dat herstel op de huidige fundamenten onmogelijk is, waardoor een volledige reconstructie of restauratie nodig is.

### Campbelisten
Van deze bewegingen was de Restauratiebeweging, nu ook wel campbelisten of Stone-Campbellkerken genoemd, nog het meest positief over de toenmalige toestand van het christendom. Deze kerken proberen qua naamgeving iedere naam te vermijden die de huidige christelijke verdeeldheid zou kunnen bevestigen en dus noemen ze zich bijvoorbeeld Discipelen van Jezus, de Christelijke Kerk of Kerk van Jezus. Zij brachten vele presbyterianen, methodisten en andere christenen uit het spectrum van het evangelisch christendom bij elkaar, aanvankelijk met verbazingwekkend veel succes. Al naargelang de voortgang van de beweging, ontwikkelde ze zelf niet-onderhandelbare scheidslijnen en viel ze in drie grote groepen uiteen, die elk een herkenbaar kerkgenootschap werd. Er is geen beweging die de Tweede Grote Opwekking zo typeert als de anti-denominationele Restauratiebeweging.

### Milleristen
Later ontstonden de milleristen met een minder optimistische kijk op niet alleen het christendom, maar op de gehele wereldbeschaving. Uit de milleristen kwamen de zevendedagsadventisten en Jehova's getuigen voort. Deze groeperingen wekten de apocalyptische ideeën uit het Nieuwe Testament opnieuw tot leven en voorspelden het einde van de wereld. Zij zochten niet enkel een vernieuwde eenheid voor het christendom, maar hielden zich tevens intens bezig met het voorbereiden van de wederkomst van Christus. De milleristen wilden de profetische directheid en de compromisloze Bijbellezing herstellen die volgens hen verworpen was door de protestantse en katholieke kerken. De Wereldwijde Kerk van God beweging hoort ook in deze categorie, omdat ze samenging met de adventisten en zevendedagskerken.

## Moeilijkheden bij de reconstructie
Een groot probleem ondervond de beweging bij het reconstrueren van de vorm van de kerkdienst, zonder te kunnen terugvallen op enig historisch document van de traditie. De pogingen om een doctrine te reconstrueren vanuit een onbekend verleden leidde ook tot veel strijd over details. Behalve voor de Kerk van Jezus Christus van de Heiligen der Laatste Dagen en de quakers, werd de Bijbel beschouwd als de exclusieve bron voor alle antwoorden. Historische documenten over de vroege kerk werden zelden of nooit geraadpleegd. Daarom verschillen de doctrines van deze groepen enorm veel van elkaar. In veel gevallen leidde het restaurationisme dus niet tot het overbruggen van scheidslijnen tussen de kerkgenootschappen. Het genereerde juist scheidslijnen, naarmate er steeds meer concurrerende groepen ontstonden. De overeenkomsten tussen de restaurationistische splintergroepen, zoals de doop door onderdompeling, zijn oppervlakkig en weerspiegelen slechts de tijdgeest van de periode waarin ze ontstonden.